# Saia (empresa)
Saia é uma empresa de caminhões americana, ou uma empresa de caminhões de less than truckload (LTL), que se originou em Houma, Luisiana em 1924. Com a operação original ocorrendo na Luisiana e no Texas nos primeiros cinquenta anos, a expansão ocorreu após 1980, quando a cobertura começou a chegar a mais estados do sul. A expansão ocorreu por meio de fusões com outras empresas, o que permitiu à Saia prestar serviços para trinta e seis estados. Saia está entre as dez principais transportadoras de LTL nos Estados Unidos, gerando 1,7 bilhão de dólares em 2018.

## História

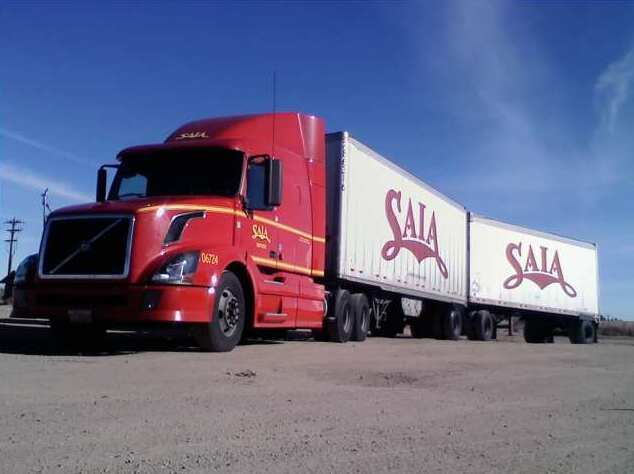
Caminhão da Saia

Saia começou em 1924 em Houma, Luisiana, por Louis Saia. O Sr. Louis era um revendedor de produtos que percebeu que havia mais sucesso na entrega de produtos do que na venda. O primeiro caminhão Saia foi o carro dele com os bancos traseiros removidos.
Em 1970, Saia expandiu e estabeleceu terminais no Texas e na Luisiana. Saia se tornou uma das maiores transportadoras regionais de LTL nos Estados Unidos, com 23 terminais em todo o sudeste dos Estados Unidos e receita superior a cinquenta milhões de dólares.
A família Saia vendeu a Saia para a Preston Trucking em 1987. A Yellow Corporation comprou a Preston Trucking, juntamente com a Saia, em 1993. Em 1995, a Saia se fundiu com a Smalley Transportation, resultando no estabelecimento de terminais na Carolina do Norte, Carolina do Sul e oeste do Texas. Em 2002, Saia e Jevic Transportation, outra subsidiária da Yellow Corporation, se separaram para formar uma empresa independente de capital aberto chamada SCST.
A Clark Brothers Transport, Inc. foi adquirida em 2004 incorporando suas nove operações estatais e dezesseis terminais na Saia. Em 2006, a SCST vendeu a Jevic Transportation e dobrou todas as funções corporativas em Saia. Saia também começou a negociar na NASDAQ com o símbolo SAIA. Saia expandiu-se ainda mais com as aquisições da The Connection Company em 2007, da Madison Freight Systems, Inc. em 2007 e da The Robart Companies em 2012.

## Operações
Saia possui 168 terminais nos 48 estados dos Estados Unidos e Canadá contíguos. Através da rede de parceiros da Saia, atende a maioria dos Estados Unidos, incluindo Alasca, Havaí, México e Porto Rico. Os três grupos de serviços operacionais da Saia são Saia LTL, Saia Logistics Service e LinkEx. Saia tem mais de 10.500 funcionários e 28.000 remessas por dia a partir de 2018.